# Wu Kchuan
Wu Kchuan (čínsky pchin-jinem Wú Kuān, znaky zjednodušené 吴宽, tradiční 吳寬; 1435–1504) byl čínský kaligraf, básník, esejista a politik mingského období.

## Jména
Wu Kchuan používal zdvořilostní jméno Jüan-po (čínsky pchin-jinem yuánbó, znaky 原博) a pseudonym Pchao-an (čínsky pchin-jinem Páoān, znaky 匏庵).

## Život
Wu Kchuan pocházel ze Su-čou (v provincii Ťiang-su). V přípravě na úřední kariéru od dětství studoval konfucianismus, úřednickými zkouškami prošel vynikajícím způsobem , když roku 1472 dosáhl prvního místa v jejich nejvyšších stupních, metropolitních a palácových zkouškách. Poté nastoupil do státních služb, byl zařazen do akademie Chan-lin, roku 1495 ho císař jmenoval náměstkem ministra státní správy, později sloužil následníkovi trůnu a roku 1503 dosáhl titulu ministra obřadů.
Byl respektován pro svou šlechetnost a vzorné chování. Patřil k nejvýznamnějším kaligrafům mingského období, přičemž následoval severosungského umělce Su Š’a, jehož vzor rozvinul ve vlastní osobitý styl. Psal i básně a eseje v tzv. kabinetním stylu, přičemž v básních uplatňoval i prvky hovorového jazyka.